# 陈雷 (陵水)
陈雷，中华人民共和国政治人物、全国脱贫攻坚先进个人。

## 生平
陈雷曾任中共陵水黎族自治县椰林镇党委书记。因在脱贫攻坚战中作出突出贡献，2021年2月25日全国脱贫攻坚总结表彰大会上，陈雷被授予“全国脱贫攻坚先进个人”。2022年，当选为陵水县人大常委会副主任。